# باشگاه فوتبال وایتلیف
باشگاه فوتبال وایتلیف (به انگلیسی: Whyteleafe Football Club) یک باشگاه فوتبال در شهر وایتلیف، کشور انگلستان است که در سال ۱۹۴۶ میلادی تأسیس شده‌است.